# Черятова Зоя Георгіївна
Зоя Георгіївна Черятова (уроджена Мейльман; 23 листопада 1909 - 17 січня 2005) — радянська тенісистка і тренер з тенісу .

## Біографія
Народилася в 1909 році. Почала грати в теніс в Москві на кортах Центрального будинку Червоної армії в досить пізньому віці, коли їй було вже 23 роки. Виступала за ЦДКА в 1932-1937 рр. і за ДСТ « Спартак » з 1937 року.
Фіналістка чемпіонату СРСР (1947) в парному розряді. Чемпіонка Москви (1942 - парний розряд; 1945 - мікст), фіналістка чемпіонатів Москви (1946 - одиночний розряд; 1943 - парний розряд). Володарка Кубка Москви (1938). Переможниця одиночного і командної першості Червоної Армії (1936). Чемпіонка ДСТ «Спартак» (1944) в одиночному розряді. Входила в десятку найсильніших тенісисток СРСР в 1938-1947 рр. Вважалася однією з найсильніших тенісисток в парному розряді в Москві в першій половині 1940-х років.
З 1937 року також працювала дитячим тренером. Серед її підопічних - Р.М. Ісланова , майстер спорту СРСР міжнародного класу, чемпіонка СРСР і переможниця Спартакіади народів СРСР .
Чоловік - С. П. Беліц-Гейман , тенісист, Заслужений тренер СРСР, один з перших популяризаторів тенісу в СРСР .
Пішла з життя 17 січня 2005 р. 